# Der Bulle von Tölz: Mord im Irrenhaus
Mord im Irrenhaus (Arbeitstitel: Tod in der Psychiatrie) ist ein deutscher Fernsehfilm von Walter Bannert aus dem Jahr 1998 nach einem eigenen Drehbuch. Es ist die 16. Folge der Krimiserie Der Bulle von Tölz mit Ottfried Fischer als Hauptdarsteller in der Rolle des Hauptkommissars Benno Berghammer. Die Erstausstrahlung erfolgte am 10. Mai 1998 auf Sat.1.

## Handlung
Der Forscher Prof. Dr. Ludwig Roth, der in seiner Firma erfolgreich Motoren für Pflanzenöle entwickelt, wird nach einem Selbstmordversuch durch Portwein und Schlaftabletten in die geschlossene Abteilung der psychiatrischen Klinik eingeliefert. Dort wird er von der Mitpatientin Klara Huberer tätlich angegriffen. Am nächsten Morgen wird sie erhängt in ihrem Zimmer aufgefunden. Da seine Kollegin Sabrina Lorenz in Urlaub ist, nimmt Kommissar Benno Berghammer die Ermittlungen mit Unterstützung durch den Polizisten Anton Pfeiffer auf. Berghammer ist sich sicher, dass die Frau sich nicht selbst umgebracht hat, weil ihr Mund zugeklebt war; außerdem befinden sich schwarze Haare unter ihren Fingernägeln, sie selbst hat rote Haare. Professor Roth ist Hauptverdächtiger, doch die Auseinandersetzung mit Klara Huberer ist für den Kommissar ein zu schwaches Motiv.
Andrea Huberer, die Tochter des Opfers, findet ein Tagebuch ihrer Mutter, in dem steht, Professor Roth sei Andreas Vater, was dieser unumwunden bestätigt.
Maria Umlauf, eine langjährige Mitarbeiterin in Professor Roths Firma, hegt Zweifel daran, dass ihr Chef versucht hat, sich das Leben zu nehmen, weil er kurz vor einem Durchbruch in der Motorenentwicklung steht. Zu ihrem Leidwesen hat auch noch Professor Roths Sohn Ferdinand, der keine Ahnung von der Materie hat, einstweilen die Geschäftsführung übernommen. Als der Sprössling seinen Vater bittet, seine Spielschulden in Höhe von zwei Millionen Mark zu übernehmen, lehnt dieser ab, obwohl sein Sohn von dessen Geschäftspartnern bedroht wird.
Resi Berghammer hält große Stücke auf den Professor und will ihn besuchen, doch in der Klinik wird sie mit einer neuen Patientin verwechselt und wegen heftiger Gegenwehr ruhiggestellt. Ihr Sohn Benno, der von all dem nichts ahnt, lässt sie zur Fahndung ausschreiben, nachdem sie den ganzen Tag unauffindbar ist. Tags darauf entdeckt er sie zufällig in der Klinik und will sie mit nach Hause nehmen, doch sie weigert sich, weil sie die Vorzüge der Rundumbetreuung zu schätzen gelernt hat.
Die Laboruntersuchungen ergeben, dass der Strick, mit dem Klara Huberer aufgehängt wurde, Spuren von Nussöl aufweist und die schwarzen Haare von Professor Roth stammen. Dieser vermutet, dass jemand die Spuren gelegt hat, um den Verdacht auf ihn zu lenken, nachdem sein angeblicher Selbstmord gescheitert ist. Benno Berghammer glaubt ihm vorerst, obwohl einiges für seine Täterschaft spricht. Als der Professor erfährt, dass sein Sohn die neuesten Konstruktionspläne an brasilianische Geschäftspartner verkaufen will, ist er außer sich. Um die Katastrophe zu verhindern, schickt er seine Tochter nachts in die Firma, wo sie die heiklen Daten löscht, nachdem er sie von der Klinik aus auf einen Laptop kopiert hat.
Am nächsten Tag ertappt Resi Berghammer einen Mitpatienten im Zimmer des Professors und stellt ihn zur Rede. Als er sie bedroht, versperrt sie die Tür und ruft mit dem Handy ihren Sohn herbei, während ihr Gegner hinter der Tür randaliert. Es handelt sich um Fernando Martinez, der zwei Tage nach dem Professor eingeliefert wurde, weil er nach eigenen Angaben seiner Sekretärin einen Laptop an den Kopf geworfen hat, was sich jedoch als Lüge herausstellt. Als Kommissar Berghammer dann auch noch Nussöl bei ihm findet, verhaftet er ihn. Martinez sagt aus, Ferdinand Roth habe ihn beauftragt, den Professor zusammenzuschlagen, doch als dieser von Klara Huberer attackiert worden sei, habe Ferdinand es für eine gute Idee gehalten, seinem Vater den Mord anzuhängen. Die Polizei solle sich also an Ferdinand Roth halten. Da wirft Polizist Anton Pfeiffer ein, dieser könne dazu nicht mehr befragt werden, denn er sei an der Isar tot aufgefunden worden.

## Hintergrund
Die Dreharbeiten wurden in Bad Tölz durchgeführt; als Schauplatz für die „Pension Resi“ diente das Hollerhaus Irschenhausen.

## Kritik
Die Programmzeitschrift TV Spielfilm schreibt: „Fischers kabarettistisches Talent schlägt in dieser älteren Folge voll durch. Einige der Gags stammen aus seiner eigenen Feder.“ Fazit: „Launige Folge mit irre guten Einlagen.“